# لو ونتیم سیکل
لو ونتیم سیِکل (به فرانسوی: Le Vingtième Siècle) (به معنی قرن بیستم) روزنامه‌ای بلژیکی با خط مشی کاتولیک محافظه‌کار بود که از ۱۸۹۵ تا ۱۹۴۰ منتشر می‌شد. ضمیمه هفتگی جوانان این روزنامه به نام لو پتی ونتیم، نخستین نشریه‌ای بود که به انتشار ماجراهای تن‌تن و میلو پرداخت.
انتشار لو ونتیم سیِکل در ماه مه ۱۹۴۰ بعد از اشغال بلژیک توسط آلمان نازی متوقف شد.